# Colisée (Paris)
Pour les articles homonymes, voir Colisée (homonymie) et Vauxhall (homonymie).
Le Colisée était un établissement de plaisirs ou vauxhall situé à Paris dans le quartier des Champs-Élysées ouvert entre 1771 et 1778,,.

## Historique

### Le concept
Ouverts à Londres en 1661 au temps de Charles II et réaménagés en 1732 par Jonathan Tyers, les Vauxhall Spring Gardens étaient une sorte de parc d'attraction où le visiteur parcourait un univers de fausses ruines, d'arcs de triomphe ou de pavillons chinois, entendait de la musique et assistait à des spectacles pyrotechniques.
Le succès de cette attraction suscita des répliques en France : ce furent d'abord, à partir d'août 1764, le Jardin Torré, créé à Paris par l'artificier italien Giovanni Battista Torré, puis le jardin à thème oriental des frères Ruggieri.

### La création et la vogue

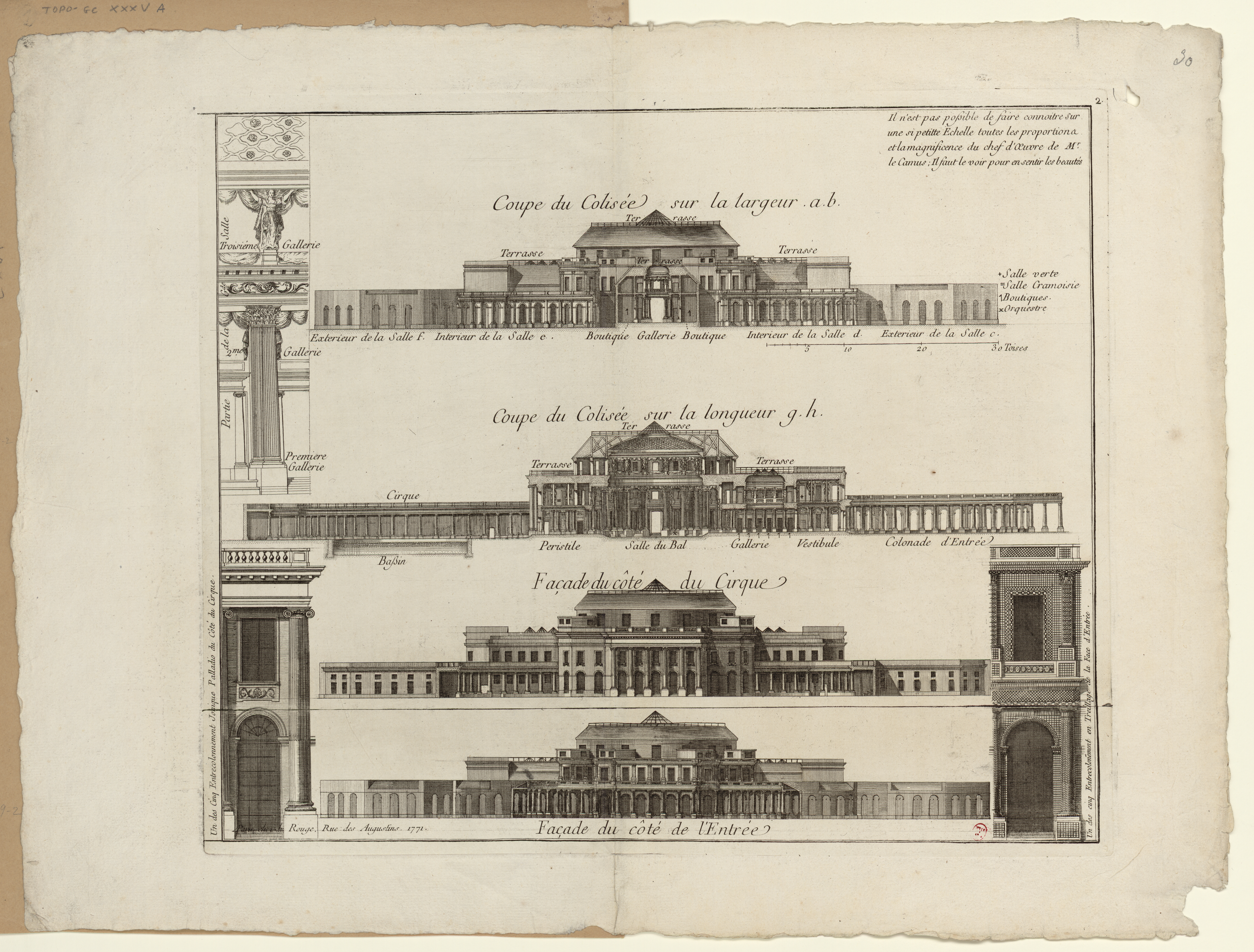
Coupes et façades du Colisée.

En 1769, une compagnie réunie par un certain Achard, et dans laquelle Choiseul était intéressé à travers le prête-nom de « Corbie », fut constituée afin de créer un établissement dont le luxe dépasserait tout ce qui avait été fait dans ce genre. « L'affaire du Wauxhall qu'on doit établir aux Champs-Élysées, écrit Bachaumont, qui, par son immensité, par la variété et la réunion des plaisirs, par son prix énorme, doit être un monument de luxe, de la grandeur et de l'opulence de la nation, après avoir été agitée dans différents conseils et discutée dans plusieurs comités de ministres, comme étant, par raisons ci-dessus, une affaire d'État importante, a enfin passé et les lettres patentes sont expédiées ».
Le mariage du Dauphin et de l'archiduchesse Marie-Antoinette d'Autriche avait été annoncé et laissait prévoir une période de réjouissances publiques favorables à l'ouverture d'une telle attraction. La compagnie acquit un vaste terrain dans le quartier des Champs-Élysées, déjà fameux pour ses cafés, ses guinguettes et ses maisons de jeux. Il se situait entre ce qui est aujourd'hui le rond-point des Champs-Élysées, l'avenue Matignon et la rue Jean-Mermoz.
Les travaux furent engagés en 1769, mais les souscriptions s'avérèrent insuffisantes de sorte que l'établissement n'était pas prêt pour le mariage célébré en mai 1770. Il put toutefois être inauguré le 22 mai 1771, à temps pour celui du comte de Provence et de Marie-Joséphine de Savoie le 24 mai.
Les travaux avaient coûté plus de 2 millions de livres. Éclairé par 2 000 bougies, l'établissement pouvait accueillir jusqu'à 40 000 personnes. On y trouvait des cafés, des cirques, des boutiques de bibelots et de curiosités, une salle de spectacles, un bal, des naumachies et des feux d'artifice. Le Colisée était ouvert les jours fériés de l'été de 16 heures à 22 heures. L'entrée coûtait 30 sols. Un restaurant proposait des repas entre 1/2 écu et un louis par personne.

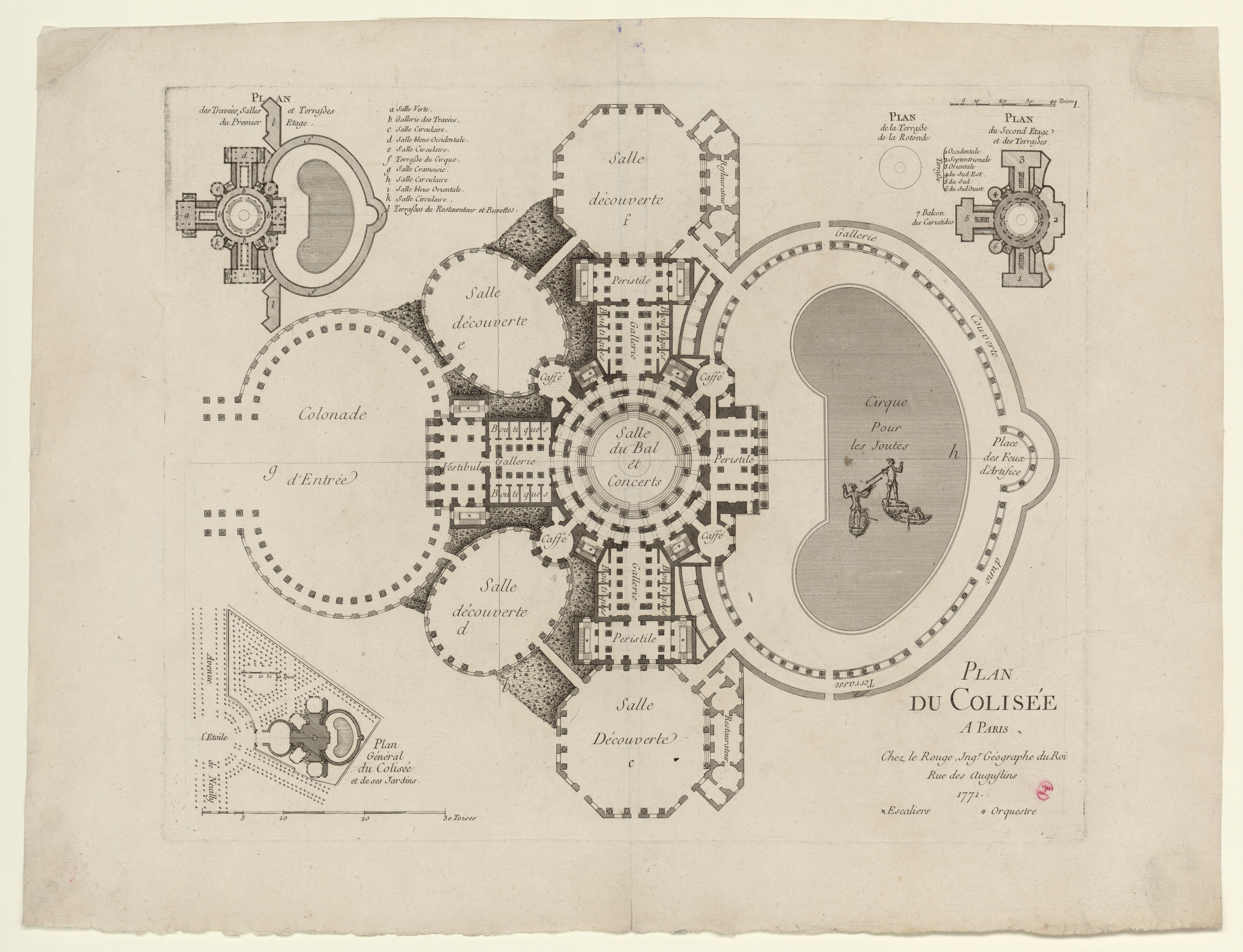
Plan du colisée de Paris

L'architecte attitré du duc de Choiseul, Louis-Denis Le Camus, avait imaginé une combinaison de formes élémentaires inspirées des monuments romains. On entrait par le rond-point des Champs-Élysées par un immense parvis encadré par une colonnade faisant vaguement penser à celle de Saint-Pierre de Rome. Une rotonde centrale de 25 mètres de diamètre, couverte d'une coupole surbaissée, servait de salle de bal. Elle était entourée de deux galeries de circulation concentriques. Sur deux axes diagonaux étaient aménagés quatre cafés circulaires dont les décors évoquaient les quatre parties du monde. Au fond, dans l'axe du parvis et de la rotonde, un bassin en forme de rognon servait de cadre aux feux d'artifice et aux joutes nautiques. Les constructions étaient rehaussées de couleurs vives : bleus, roses, verts, or, argent et cramoisi.
Selon les Souvenirs de Mme Vigée Le Brun, le Colisée devint « le rendez-vous de tous les jeunes élégants de Paris ». On y croisait le duc d'Uzès, le duc de La Vrillière avec son amie, la comtesse de Langeac, le duc de Croÿ, qui évoque le lieu dans son Journal. On y voyait des actrices, chanteuses ou danseuses connues comme Mlle Lafond, la Guimard, la Dupin ou encore Mlle Maure. Marie-Antoinette elle-même s'y rendit le 14 août 1776 accompagnée du comte de Provence, du comte d'Artois et de Mme Élisabeth.

### Le déclin
Malgré cela, l'entreprise ne tarda pas à péricliter. Les dépenses d'exploitation avaient été sous-estimées, notamment celles d'éclairage. Le public bourgeois hésitait à venir après la tombée de la nuit aux Champs-Élysées, quartier encore excentré où rôdeurs et prostituées étaient nombreux. La construction, réalisée rapidement et avec beaucoup de matériaux légers, comme des treillages, exigeait de fréquentes réparations. Dès 1776, le bruit courut que le bâtiment s'effondrait. Des spectacles coûteux imaginés pour relancer la fréquentation – les fêtes hydrauliques ou encore l'Empereur de Chine – ne ramenèrent pas le public. La compagnie fit faillite en 1780.
Dans son Tableau de Paris, Louis-Sébastien Mercier notait en 1790 : « Notre Colisée, après dix ans, tombe en ruine. Les créanciers l'ont saisi et n'ont jamais pu ensuite être d'accord. On l'a fermé. Il n'avait de beau et d'agréable que son emplacement dans la position la plus heureuse qu'on ait pu choisir. L'intérieur de ce caravansérail était triste ; des symphonies monotones, des danses misérables ou puériles, des joutes sur une eau sale et bourbeuse ; des feux d'artifice sans variété ; une cohue fatigante ou un vide ennuyeux, voilà tout le divertissement de ces sortes d'endroits... ».
Les constructions furent démolies à l'exception d'un pavillon donnant sur le rond-point qui devint une sorte de guinguette sous le nom de Salon de Flore. Elle fut vendue à son tour en 1823. Le terrain fut loti et l'actuelle rue Jean-Mermoz fut percée à l'emplacement de la naumachie. Aujourd'hui, la rue du Colisée rappelle seule, par sa dénomination, l'existence du Colisée.